# Llista de filòsofs de la Grècia clàssica
A continuació es presenta una llista dels filòsofs més destacats de l'antiga Grècia. La filosofia antiga és la filosofia desenvolupada durant l'edat antiga pels grecs i els romans. Suposa el naixement de la filosofia com a tal a Occident. L'era posterior en la història de la filosofia és la filosofia medieval. Els filòsofs grecs es van dedicar a buscar explicacions dels fenòmens de la natura i del comportament humà mitjançant la lògica i el raonament. Els tres filòsofs grecs més coneguts són Sòcrates, Plató i Aristòtil. També van destacar pensadors com Pitàgores i Arquimedes. La majoria d'aquests autors són esmentats per Smith, William (ed.). Dictionary of Greek and Roman Biography and Mythology (en anglès).  Boston: Little, Brown and Co., 1867 (Vol. I, Vol. II i Vol. III).
| Índex A B C D E F G H I J K L M N O P Q R S T U V W X Y Z |

## A
| - Acaic - Acrió - Adrast d'Afrodísias - Aftoni d'Antioquia - Albí - Alceu (filòsof) - Alcidamant - Alcífron - Alcínous - Alcmeó de Crotona (Segle VI aC) - Alexandre d'Eges - Alexinos - Alexícrates - Ammoni Sacas - Ammoni de Lampres - Amèlios - Anaxarc - Anaxilau de Larisa - Anaximandre de Milet - Anaxàgores - Anaxímenes (585 aC - 525 aC) - Anaxímenes de Milet - Andronic de Rodes - Anníceris - Antifont - Antíoc d'Ascaló | - Antíoc d'Eges - Antíoc de Laodicea - Antípatre de Cirene - Antípatre de Tars - Antípatre de Tir - Antípatre de Tir (segle II aC) - Antístenes d'Atenes - Apel·licont de Teos - Apol·lodor Epicur - Apol·lodor Èfil - Apol·lòfanes d'Antioquia - Apol·loni Cronos - Apol·loni de Síria - Apol·loni de Tíana - Apol·loni de Tir - Arcesilau de Pítana - Arios d'Alexandria - Arete de Cirene - Arignot - Arignota de Samos - Arist (filòsof) - Aristarc de Samotràcia - Aristeu - Aristip de Cirene - Aristió | - Aristodem el petit - Aristoxen de Tarant - Aristobul d'Alexandria - Aristòtil - Aristòtil d'Argos - Aristoxen de Cirene - Aristó d'Alexandria - Aristó de Ceos - Aristó de Quios - Arquelau Físic - Arquimedes - Arquites de Tarant - Arístocles de Messene - Asclepi de Tral·les - Asclepíades - Asclepíades de Fliünt - Atamant de Posidònia - Ateneu (filòsof) - Ateneu de Selèucia - Atenodor Cananita - Atenodor Cordilió - Atenodor de Solos - Atenàgores (apologista) - Atenàgores de Cumes - Àtic |

## B
| - Basilides d'Alexandria - Basilides d'Escitòpolis - Bàtil - Beronicià de Sardes | - Bies de Prienne - Bió Boristenites - Boet (filòsof estoic), filòsof estoic grec - Boet (filòsof epicuri), filòsof epicuri i geòmetra grec. | - Boet (filòsof platònic), filòsof platònic i gramàtic grec. - Boet Sidoni - Brontí de Metapont |

## C
| - Calcid - Cal·lifó (filòsof) - Cal·lip de Corint - Cal·lístenes d'Olint - Camaleó (filòsof) - Carnèades - Carneades de Cirene - Carneu - Cebes de Tebes - Cèrcides - Cèrcides (poeta) - Cerintos | - Cleantes (filòsof) - Cleombrot d'Ambràcia - Cleòmenes (filòsof) - Clínies de Tàrent - Clinòmac - Clit de Milet - Clitòmac Asdrubal - Colotes de Làmpsac - Corníades - Crantor de Soli - Crates d'Atenes (filòsof) - Crates de Mal·los | - Crates de Tars - Crates de Tebes - Crisip de Soli - Cràtip de Mitilene - Crínis - Críties - Critòbul (filòsof) - Critó d'Atenes (filòsof) - Critó d'Eges - Critolau (filòsof) - Croni - Ctesíbios (filòsof) |

## D
| - Damasci - Damip (filòsof) - Damis (filòsof) - Damo - Damòfil (filòsofs) - Dardà (filòsof) - Demarat (filòsof) - Demetri (filòsof epicuri) - Demetri (filòsof platònic) - Demetri Quitres - Demetri d'Alexandria - Demetri de Bitínia - Demetri de Sunion - Demonax (filòsof) - Demòcrates (filòsof pitagòric) - Demòcrates (filòsof epicuri) - Demòcrit (filòsof platònic) - Demòcrit d'Abdera - Demòfanes - Demòfil (filòsof) - Demòtim | - Dercil·lides (filòsof) - Dicearc de Messana - Dicearc de Tàrent - Dies - Diet - Dífil (filòsof estoic) - Dífil (filòsof megàric) - Dinomac - Diocles de Cnidos - Diocles de Síbaris - Diodor Cronos - Diodor d'Adramítium - Diodor d'Aspendos - Diodor de Tir - Diodot (filòsof) - Diofant de Siracusa - Dionís (filòsof epicuri) - Dionís (filòsof) - Dionís d'Heraclea (filòsof) - Dionís de Bitínia - Dios (filòsof) | - Dioscòrides (filòsof) - Diotògenes - Diàgores de Melos - Diògenes Apol·loniates - Diògenes Laerci - Diògenes d'Abila - Diògenes d'Enoanda - Diògenes d'Esmirna - Diògenes de Babilònia - Diògenes de Ptolemais - Diògenes de Selèucia - Diògenes de Sició - Diògenes de Sinope - Diògenes de Tars - Diòtim (filòsof) - Diòtima - Diotògenes - Dió d'Alexandria - Domní (filòsof) - Dromó (filòsof) |

## E
| - Euxiteu - Edesi de Capadòcia - Edèsia - Empèdocles - Enees de Gaza - Enesidem - Epictet de Hieràpolis - Epicur - Epifam - Epígenes de Cefísia - Equecràtides de Lesbos | - Esara - Espeusip - Èsquines (filòsof) - Èsquines de Neàpolis - Estrató de Làmpsac - Eubi - Eubúlides de Milet - Euclides de Mègara - Eudem de Rodes - Eufant - Eufrànor (filòsof pitagòric) - Eufrànor de Selèucia - Eufrasi | - Eufrates (filòsof) - Eumàrides - Eumel (filòsof) - Eurimedont de Tarant - Èurit de Tarant - Eusebi de Mindos - Eustaci de Capadòcia - Eutidem (filòsof) - Euxiteu - Euxè d'Heraclea - Evèmer - Evandre de Focea |

## F
| - Fantó | - Favorí (filòsof) | - Filolau (470 aC - 385 aC) |

## G
- Glaucó (germà de Plató)
- Gòrgies de Leontins (483 aC - 375 aC)

## H
| - Harpocració d'Argos - Hecató - Hegèsies de Cirene - Helicó de Cízic - Helicàon de Règion - Heliodor (filòsof) - Heracleòdor - Heracli (filòsof) - Hermarc - Hermes Trismegist - Hermip d'Esmirna - Hermàgores d'Amfípolis - Hermí - Hermòcrates (filòsof) | - Hermòdor (filòsof epicuri) - Hermòdor (filòsof platònic) - Hermòfil - Hermògenes (filòsof) - Hermòtim (filòsof) - Hermòtim de Clazòmenes - Heràclides d'Heraclea - Heràclit (filòsof peripatètic) - Heràclit d'Efes (544 aC - 484 aC) - Heràclit de Tir - Hermarc (Segle III aC) - Hermí - Hestieu de Tàrent | - Hestieu del Pont - Hicetes (filòsof) - Hieròcles d'Alexandria - Hieròcles d'Hil·larima - Hilari de Bitínia - Hiparc de Tebes - Hipomedó d'Eges - Hippòstenes - Hipàs de Metapont - Hipòcrates de Quios - Hipòstrat (filòsof) - Hipó de Rhègion - Hípies d'Elis (Segle V aC) |

## I
| - Idomeneu - Isidor de Gaza | - Iàmblic d'Apamea | - Iàmblic de Calcis |

## J
| - Jasó de Nisa | - Jerònim de Rodes | - Julià el Mag |

## L
| - Lampre d'Eritrea - Lleonci Filòsof - Lesbonax (filòsof) - Leucip (Segle V aC) | - Leònides - Licó de Troas - Lisis (filòsof) - Lisiàdes (filòsof) | - Lisímac (tutor d'Àtal) - Lleó de Metapont - Lísies de Tars |

## M
| - Melissos de Samos (Segle V aC) - Menelau d'Anea - Menedem el Cínic - Menedem d'Erètria - Metaclides - Mètrocles | - Metrodor de Làmpsac el Jove - Metròdor d'Atenes - Metròdor d'Escepsis - Metròdor d'Estratonice - Metròdor de Cos - Mnesístrat | - Mnèsarc (filòsof) - Màxim d'Efes - Màxim d'Eges - Màxim de l'Epir - Menip de Gàdara - Mia |

## N
| - Nausífanes - Nicandre d'Alexandria | - Nicareta de Megara - Nicòmac Gerasè | - Nimfidià |

## O
| - Enòmau de Gàdara - Olimpiodor (filòsof aristotèlic) - Olimpiodor el Jove | - Olimpiodor (filòsof platonic) - Olimpiodor el Vell | - Onates de Crotona - Orígenes el Pagà |

## P
| - Pancrates d'Atenes - Paniasis d'Halicarnàs (filòsof) - Pantedos - Pantè - Panàret - Parmenisc de Metapontum - Parmènides d'Elea (570 aC - 475 aC) - Patró (filòsof) - Peregrí Proteu - Perseu de Kètion | - Pirró d'Elis (360 aC-270 aC) - Pitàgores (582 aC - 496 aC) - Pitó d'Enos - Plató (427aC - 347 aC) - Plutarc d'Atenes - Polemarc de Tàrent - Polemó (geògraf) - Polemó d'Atenes - Polistrat (filòsof) - Valeri Pol·lió - Potamó d'Alexandria | - Praxifanes - Procle de Sicília - Protàgores (486 aC - 411 aC) - Pròdic de Queos (460 aC - 399 aC) - Ptolemeu (filòsof peripatètic) - Ptolemeu (filòsof platònic) - Ptolemeu d'Alexandria - Ptolemeu de Cirene - Ptolemeu de Naucratis - Pàmfil de Samos |

## Q
| - Queremó d'Alexandria | - Querefont | - Querècrates |

## S
| - Sal·lusti d'Èmesa - Sext Empíric - Sext de Queronea - Simplici (filòsof) - Simó d'Atenes | - Sirià d'Alexandria - Sosígenes (filòsof) - Sotió (filòsof) - Sotió d'Alexandria (segle I) | - Sotió d'Alexandria (segle III aC) - Sàtir (filòsof) - Símmies de Tebes - Sòcrates (469 aC - 399 aC) |

## T
| - Tales de Milet (624 aC - 547 aC) - Tatià - Teages - Teano - Teetet de Lòcrida - Teles - Temisti - Teodor Asineu | - Teodor Ateu - Teodor Cinulc - Teodor de Cirene - Teodosi de Trípoli - Teofrast (372 aC - 287 aC) - Terpisó - Tiberi (filòsof) | - Timeu de Crotona - Timeu de Cízic - Timeu de Locres - Timeu de Paros - Timoteu de Sinope - Timó (filòsof) - Trasímac de Calcedó (450 aC - 400 aC) |

## V
- Valeri Pol·lió

## X
| - Xeniàdes | - Xenòcrates de Calcedònia | - Xenòfanes de Colofó (570 aC - 475 aC) |

## Z
| - Zenó de Cítion (344 aC - 262 aC) - Zenó d'Elea (490 aC - 430 aC) | - Zenó de Sidó (segle I aC) - Zenó de Sidó (segle III aC) | - Zenó de Tars - Zeuxis (filòsof) |